# Abel Antón
Abel Antón, född 24 oktober 1962, är en spansk före detta friidrottare (maratonlöpare).
Antón blev den första löparen som lyckades försvara ett VM-guld i maraton då han vann VM-guld 1999 och därmed försvarade guldet från 1997. Förutom segrarna i VM vann Antón även London Marathon 1998 och Berlin Marathon 1996 samt 10 000 meter vid EM 1994.